# 라임 사태
라임 사태는 2019년 7월 라임자산운용이 코스닥 기업들의 전환사채(CB) 등을 편법 거래하면서 부정하게 수익률을 관리하고 있다는 의혹에서 시작되어, 10월 라임자산운용이 운용하던 펀드에 들어있던 주식 가격이 하락하면서 뱅크런(펀드런) 위기를 맞으면서 결국 환매중단을 선택한 사건이다.
이 사건은 현재 서울남부지방검찰청 형사6부에서 수사 중이다.

## 문제점
금융감독원에 따르면 라임자산운용은 환금성이 낮은 자산에 투자하면서 언제든지 환매할 수 있는 개방형 펀드를 판매한 것으로 드러났다. 또한 총수익스와프(TRS) 거래로 투자 원금 이상의 돈을 사모 사채 등 비유동성 자산에 투자하였다. 라임자산운용은 환매가 중단된 3개 모펀드(플루토 FI D-1호, 테티스 2호, 플루토 TF 1호)에 대해 신한금융투자(5000억원), KB증권(1000억원), 한국투자증권(700억원) 등 증권사 3곳과 6700억원 규모의 TRS 계약을 맺은 것으로 알려졌다.
총수익스와프(TRS) 거래는 증권사가 자산운용사로부터 일정한 수수료를 받고 자산을 매입하고, 자산운용사는 자산에서 발생하는 수익을 갖는 거래로서, 수익은 자산운용사가 가져가지만 자산은 증권사가 갖는다. 자산운용사의 입장에서는 레버리지 효과를 누릴 수 있기 때문에 수익률을 높힐 수 있다. 반면 운용사가 운영하는 펀드에 손실이 발생하면 증권사는 TRS의 담보 비율을 상향할 것을 요구하며, 담보 비율을 상향하지 않으면 증권사는 지연이자를 청구하여 펀드의 수익률은 더욱 하락한다.
라임자산운용은 비공개로 운영하면서 비상장 주식이나 메자닌에 투자할 수 있는 사모펀드만을 판매하였으며, 모펀드에 자펀드가 투자하는 방식을 이용하여 사모펀드를 판매하면서도 많은 투자자를 모집하였다.

## 경과
금융감독원은 2020년 4월 넷째 주에 라임자산운용 판매사인 우리은행과 하나은행에 대한 현장 조사를 실시하였고, 다섯째 주에 증권사 2~3곳을 대상으로 현장조사를 실시할 예정이다. 증권사 현장 조사가 마무리되면 정리된 결과를 바탕으로 5월에 사기, 불완전판매 등에 대한 법률 검토를 개시할 예정이다.
2020년 4월 18일 서울남부지방법원은 특정범죄가중처벌법상 뇌물수수·공무상 비밀누설의 혐의로 청와대의 행정관으로 근무한 김 모에 대한 구속 영장을 발부하였다. 김 모 전 행정관은 4,900만원의 뇌물을 받고 김봉현 전 스타모빌리티 회장에게 금감원이 2019년 4월 작성한 라임 관련 사전 조사서를 유출하여 전달한 혐의를 받고 있다. 2020년 4월 23일 검찰은 정부서울청사의 금융위원회를 압수수색하였으며, 입수된 자료 중에는 이번 사태에 연루된 김 모 전 청와대 행정관과 관련한 자료도 포함된 것으로 알려졌다.
2020년 4월 23일, 이종필 전 라임자산운용 부사장과 김봉현 전 스타모빌리티 회장이 경찰에 검거되었다. 서울남부지방법원은 25일, “증거를 인멸하거나 도망할 우려가 있다”며 이종필 전 부사장에 대한 구속 영장을 발부하였고, 수원지방법원은 26일 경기도 버스업체 수원여객의 회삿돈 241억원을 횡령한 혐의(특정경제범죄가중처벌법상 횡령)로 김봉현 전 회장에 대한 구속 영장을 발부하였다.

## 유사 사건
- 비슷한 시기에 터진 유사 사건으로 2019년 DLS, DLF 대량 손실 사건이 있다. 다만 DLS, DLF 사건은 단순한 불완전판매(자본시장과 금융투자업에 관한 법률(자본시장법) 위반)로 판단되었다.[16]
- 옵티머스 사태